# Mahamat Kamoun
Mahamat Kamoun (ur. 13 listopada 1961 w Ndélé) – środkowoafrykański polityk. premier Republiki Środkowoafrykańskiej od 10 sierpnia 2014 do 2 kwietnia 2016.